# Glamisi kastély
A Glamisi kastély egy jó állapotban lévő kastély Skócia Angus tartományában, Glamis község mellett, Forfar közelében, kb. 20 km-re (12 mérföldre) az Északi-tengertől. Skócia egyik legkeletibb kastélya. Ez az épület Strathmore és Kinghorne grófjának lakóhelye, amely nyitva áll a látogatók előtt. Az A-listás épületek közé tartozik, műemléki védettséget élvez.
A kastély a Lyon klán birtoka volt egészen a 14. századtól, habár az épület csak a 17. században nyerte el mai formáját. 1034-ben itt gyilkolták meg II. Malcolm skót királyt egy vadászházban, amely akkor még a helyén állott. Ebben a kastélyban töltötte gyermekkorát Bowes-Lyon Erzsébet brit királyné, VI. György felesége, második leányuk, Margit hercegnő itt született. Shakespeare Machbetjének címszereplője szintén ebben a kastélyban lakott (habár a valós történelmi személynek, Macbeth skót királynak semmi köze nem volt a helyhez). A glamisi kastély az első világháború idején katonai kórházként funkcionált.
A kastély másról is ismeretes: egyike a leghírhedtebb kísértetjártaként emlegetett helyeknek nemcsak Skóciában, de az egész világon. Egy befalazott szörnyeteget tartanak nyilván a falak között (amely a legenda szerint az itt lakó család torzszülött gyermeke, akit egész életében a kastély falai között tartottak fogva, halála után pedig itt is falazták el), valamint számos beszámoló érkezett már olyan jelenésekről, mint a Szürke Hölgy (Lady Janet Douglasnek, Glamis úrnőjének szelleme, akit boszorkányság vádjával ítéltek máglyahalálra) vagy a Rőtszakállú Gróf (Earl Beardie), aki a legenda szerint ítéletnapig kell hogy kockázzon (más változatok szerint kártyázzon) magával az Ördöggel, miután az elnyerte tőle a lelkét.

## Fordítás
- Ez a szócikk részben vagy egészben  a   Glamis Castle című angol Wikipédia-szócikk ezen változatának fordításán alapul.  Az eredeti cikk szerkesztőit annak laptörténete sorolja fel. Ez a jelzés csupán a megfogalmazás eredetét és a szerzői jogokat jelzi, nem szolgál a cikkben szereplő információk forrásmegjelöléseként.